# Eoophyla contifascialis
Eoophyla contifascialis là một loài bướm đêm trong họ Crambidae.